# پرنده سیاه (مینی‌سریال)
پرنده سیاه (انگلیسی: Black Bird) یک مینی‌سریال درام جنایی به کارگردانی دنیس لهان است که در سال ۲۰۲۲ منتشر شد. این سریال نخستین بار در ۸ ژوئیه ۲۰۲۲ در اپل تی‌وی پلاس منتشر شد.

## بازیگران

### اصلی
- تارون اجرتون در نقش «جیمز کین»
- پال والتر هاوزر در نقش «لری هال»
- سپیده معافی در نقش «لورن مک‌کالی»
- گرگ کینر در نقش «برایان میلر»
- ری لیوتا در نقش «جیمز کین» (جیم بزرگه)

### دوره‌ای
- رابین مالکوم در نقش «سَـمی کین»
- رابرت ویزدم در نفش «ادمون بیمونت»
- جو ویلیامسون در نقش «کو کارتر»

### بازیگران میهمان
- رابرت دیگو دوکی در نقش «کلانتر پت هارتشورن»
- الکساندر باربارا در نقش «اسپارتاک»
- جیک مک‌لافلین در نقش «گری هال»
- لِـینی استیبینگ در نقش «جسیکا روچ»
- سیسیلیا لیل در نقش «روشل»
- کالن موس در نقش «راس آبورن»

## خلاصه داستان
«جیمز 'جیمی' کین» یک ستاره جوان آینده‌دار فوتبال گریدیرون بود که نتوانست به موفقیت چندانی در فوتبال کالجی دست یابد. در نتیجه به زندگی تبهکارانه و خرید و فروش مواد مخدر روی آورد تا اینکه طی یک عملیات استینگ به نام «عملیات برف‌روبی» دستگیر شد. او در دادگاه و در جریان محاکمه‌اش، یک «مصالحه قضایی» را پذیرفت که تصور می‌کرد تنها پنج سال باشد و بتواند پس از چهار سال حبس، با آزادی مشروط از زندان بیرون بیاید. اما در همین حین علاوه بر اتهام پیشین خرید و فروش مواد مخدر، به دلیل نگهداری تعدادی سلاح گرم غیرقانونی مجدداً متهم و به ده سال زندان بدون هیچگونه آزادی مشروط، محکوم شد.
با توجه به شخصیت جذاب طبیعی و استعداد او برای صحبت کردن، مقامات فدرال به او فرصتی برای تخفیف مجازات دادند. این سریال، داستان معامله خطرناکی را بازگو می‌کند که به او پیشنهاد شد و سپس وقایع دیگری را در پی داشت.

## قسمت‌ها
| شم. | عنوان                          | کارگردان      | Teleplay by                                                     | تاریخ پخش اصلی |
| --- | ------------------------------ | ------------- | --------------------------------------------------------------- | -------------- |
| ۱   | «قسمت اول (آزمایشی)»           | میخائل روسکام | دنیس لهان                                                       | ۸ ژوئیه ۲۰۲۲   |
| ۲   | «ما داریم می‌آییم، پدر آبراهام» | میخائل روسکام | دنیس لهان                                                       | ۸ ژوئیه ۲۰۲۲   |
| ۳   | «دست به دهان»                  | میخائل روسکام | ریکاردو دی‌لورتو و شان کی. اسمیت                                 | ۱۵ ژوئیه ۲۰۲۲  |
| ۴   | «اسمش چیست؟»                   | جیم مک‌کی      | نمایشنامۀ تلویزیونی : دنیس لهان داستان : استیو هریس و دنیس لهان | ۲۲ ژوئیه ۲۰۲۲  |
| ۵   | «جایی که دروغ گفتم»            | جو شپل        | دنیس لهان                                                       | ۲۹ ژوئیه ۲۰۲۲  |
| ۶   | «تو قول دادی»                  | جو شپل        | دنیس لهان                                                       | ۵ اوت ۲۰۲۲     |

## تولید
تولید این فیلم در ژانویه ۲۰۲۱ با معرفی دو بازیگر اصلی آن تارون اجرتون و پال والتر هاوزر به‌طور رسمی اعلام شد. سپس ری لیوتا در ماه مارس و گرگ کینر و سپیده معافی یک ماه پس از آن به جمع بازیگران اضافه شدند. این مینی‌سریال شش قسمتی نخستین بار در ۸ ژوئیه ۲۰۲۲ در اپل تی‌وی پلاس منتشر شد.
تصویربرداری و ساخت این فیلم در شهر نیواورلئان در آوریل ۲۰۲۱ آغاز شد.